# Alan Smithee
Alan Smithee, även Allen Smithee, är en pseudonym som tidigare användes av amerikanska regissörer som inte ville använda sina egna namn för en film de ansett blivit för dålig och/eller som de inte fick fullborda som de tänkte. Namnet råkar vara ett anagram för The Alias Men (’Aliasmännen’), men inget tyder på att det valdes av den anledningen.
Den första film vars regissör angivits som Alan Smithee var En handfull bly för sheriffen (1969).
Användandet av pseudonymen var inte helt okomplicerat eftersom det inte är lätt att hålla regissörsposten hemlig och eftersom det ska krävas rätt stora konflikter för att en regissör ska överge ett projekt som kan ha tagit mer än ett år att färdigställa. Dessutom har namnet Alan Smithee blivit synonymt med dålig film.
Efter stora bråk mellan filmbolagen och den amerikanska fackföreningen för regissörer (till exempel beträffande filmen American History X), har pseudonymen Alan Smithee numera ersatts av flera olika pseudonymer så att publiken inte ska veta vilka filmer som har drabbats av konflikter. 1998 kom filmen An Alan Smithee Film: Burn Hollywood Burn, i vilken Eric Idle spelar en regissör vid namn Alan Smithee som får problem när han vill få bort sitt namn från en film han regisserat. Filmens regissör, Arthur Hiller, ansåg att manusförfattaren och producenten Joe Eszterhas blandat sig i filmen för mycket och ville därför inte ha sitt namn i filmen. Han fick då använda pseudonymen Alan Smithee och publiciteten runt detta gjorde pseudonymen mer känd, vilket var en anledning att den slutade användas.
Urval av regissörer som använt pseudonymen:
- John Frankenheimer - Riviera (1987)
- Dennis Hopper - Catchfire (1989)
- Ivan Passer - While Justice Sleeps (1994)
- Arthur Hiller - An Alan Smithee Film: Burn Hollywood Burn (1998)
- David Lynch - Dune (1984)